# Cassiope
Cet article possède un paronyme, voir Cassiopée.
Genre
Classification APG III (2009)
Cassiope est un genre de plantes à fleurs de la famille des Ericaceae. Ce sont des bruyères arctiques qui poussent en buissons nains. Il doit son nom à la reine Cassiopée de la mythologie grecque. Il a été défini par David Don en 1834 en ôtant plusieurs espèces du genre Andromeda.

## Étymologie
Le nom Cassiope vient de Cassiopée, mère d'Andromède,,.

## Description
Cette section ne s'appuie pas, ou pas assez, sur des sources secondaires ou tertiaires indépendantes du sujet.

Pour l'améliorer, ajoutez-en, ou placez des modèles {{Source secondaire souhaitée}} ou {{Source secondaire nécessaire}} sur les passages mal sourcés. (septembre 2023)
Selon David Don, le calice des fleurs du genre a cinq sépales, la corolle, constituée de cinq pétales, est en forme de cloche (comme le muguet) ; à l'intérieur de la corolle, Don compte dix étamines.
Les plantes du genre Cassiope sont petites, moussues ; elles ont une tige mince et raide ; les feuilles ont une forme d'écaille et sont toujours près de la tige,.
La floraison a lieu au printemps.

## Habitat
On le rencontre dans les régions circumboréales et dans certaines montagnes de l'hémisphère nord.

## Quelques espèces
- Cassiope ericoides
- Cassiope fastigiata (Himalaya)
- Cassiope hypnoides
- Cassiope lycopodioides
- Cassiope mertensiana (montagnes de l'Alaska à celles de la Californie)
- Cassiope selaginoides
- Cassiope stelleriana
- Cassiope tetragona (régions circumboréales)
- Cassiope wardii